# Ziriden
De Ziriden (Tamazight: Ait Ziri; Arabisch: زيريون) vormden een Berberse dynastie die van 973 tot 1152 regeerde over het gebied dat thans Tunesië vormt. Zij maakten deel uit van de Berberse Sanhaja confederatie.

## Geschiedenis
De Sanhaja van de centrale Maghreb steunden de sjiitische Fatimiden in hun vroege veroveringstochten in Noord-Afrika. Aan het begin van de 10e eeuw steeg Ziri ibn Manad door de rangen en werd hij de belangrijkste generaal van de Fatimiden. Nadat de Fatimiden onder zijn leiding in 947 de Berberse rebel Abu Yazid verpletterend versloegen, werd deze Ibn Manad beloond met het gouverneurschap van de westelijke regio's (ongeveer het noorden van het huidige Algerije). Toen de Fatimiden hun centrum verplaatsten van Tunesie naar Egypte, werd de zoon van Ziri ibn Manad, Bologhine ibn Ziri, in 973 benoemd tot gouverneur van Tunesië, een titel die zijn nakomelingen zouden behouden. Ondanks deze titel, waren de Ziriden haast onafhankelijk als regeerders van het gebied. In een korte tijd wisten zij heel de Maghreb aan hun rijk toe te voegen.
Halverwege de 11e eeuw werden de Ziridische gebieden geplaagd door anti-sjiitische opstanden, waarbij duizenden mensen omkwamen. Als gevolg van deze druk, riepen de Ziriden in 1045 hun onafhankelijkheid uit en keerden zij terug naar de orthodoxe islam. Dit wekte de woede van de Fatimiden, die vervolgens de Arabische Banu Hilal richting het Westen stuurden. Deze laatste wisten de Ziriden snel te verslaan en vielen ook de omringende Berber staten aan. De migratie van de Arabieren naar het westen had een vernietigende effect op alle aspecten van de samenleving en zou van grote invloed zijn op de verder verloop van de geschiedenis van Noord-Afrika. Na dit verlies, wisten de Ziriden alleen de Tunesische kusten te behouden, terwijl er landinwaarts verschillende Arabische staatjes werden gesticht. In 1152 werden zij definitief vernietigd door de Berberse Almohaden.
In 944 stichtte Bologgin ibn Ziri Algiers en bouwde er de oude kasba, die nog steeds de kern van de stad vormt.

## Granada
Ook buiten Afrika liet de Ziriden familie zich gelden. Een tak van de familie stichtte in het zuiden van Spanje de stad Granada en regeerden over de taifa Granada.

## Etymologie
De naam komt van de stichter van de dynastie, Ziri ibn Manad. Ziri betekent maanlicht in het Berbers.

## Ziridische heersers
| regeerperiode | naam                                       | opmerking |
| ------------- | ------------------------------------------ | --- |
| 973 - 983     | Abul-Futuh Sayf ad-Dawla Buluggin ibn Ziri | |
| 983 - 995     | Abul-Fat'h al-Mansur ibn Buluggin          | |
| 995 - 1016    | Abu Qatada Nasir ad-Dawla Badis ibn Mansur | |
| 1016 - 1062   | Sharaf ad-Dawla al-Muizz ibn Badis         | Verklaarde zich onafhankelijk van de Fatimiden en keerde terug tot de Abbasiden kalief in 1048. Veranderde de hoofdstad naar Mahdia in 1057 nadat Kairouan was verloren aan de Banu Hilal |
| 1062 - 1108   | Abu Tahir Tamim ibn al-Mu'izz              | Georg van Antiochië werkte in zijn dienst |
| 1108 - 1131   | Yahya ibn Tamim                            | |
| 1115 - 1121   | Ali ibn Yahya                              | |
| 1121 - 1148   | Abu'l-Hasan al-Hasan ibn Ali               | |